# Francesco Saponaro
Francesco Saponaro (Napoli, 9 giugno 1970) è un regista teatrale italiano.

## Biografia
Considerato uno dei registi più interessanti della scena italiana, dopo il diploma all'Accademia d'Arte Drammatica della Calabria di Palmi e il Master per Organizzatori, Amministratori e Direttori di Teatro dell'E.T.I., inizia la sua carriera come regista assistente di Toni Servillo, Marco Baliani, Francesco Silvestri e Renato Carpentieri. Nel 1995 è tra i co-fondatori della Compagnia Rossotiziano, riconosciuta dal Ministero per i Beni e le Attività Culturali, per la quale collabora ad alcuni allestimenti tra i quali Arpa muta, melopea per Pino Pascali, Variazioni Majorana, Apprendisti stregoni, Otello di Shakespeare e L'America contro di Robert Oppenheimer. Tra le regie per Rossotiziano figurano Alè Alè Cita, 32 m² di mare circa, Arpa Muta (con menzione speciale Premio E.T.I.-Scenario 1997), tutti nell'ambito di un progetto decennale sulla vita e l'opera dell'artista Pino Pascali, Variazioni Majorana sulla misteriosa scomparsa del fisico Ettore Majorana, L'imbecille di Luigi Pirandello, Le mura di Argo da Eschilo, Il decimo anno da Euripide ed Eschilo per le Orestiadi di Gibellina (co-regia con Andrea De Rosa), spettacolo tratto da Le Troiane di Euripide e Agamennone di Eschilo, presentato alle "Orestiadi di Gibellina" del 2000 e al "Festival Internazionale di Keochang-Corea del Sud".
Ha fatto parte del Comitato Artistico del Mercadante - Teatro Stabile di Napoli e fa parte del CdA della Fondazione De Filippo. È stato regista assistente di Toni Servillo per la commedia Sabato, domenica e lunedì (2004) di Eduardo De Filippo e Il lavoro rende liberi (2005) di Vitaliano Trevisan, entrambi prodotti da Teatri Uniti, compagnia con cui sviluppa, nel corso degli anni, un rapporto di assidua collaborazione.
Per la lirica, nel 2010 dirige la Manon Lescaut di Giacomo Puccini con l'Opera Nazionale di Danimarca e, nel 2011, Il segreto di Susanna di Ermanno Wolf-Ferrari per il Teatro San Carlo di Napoli. Sempre per i teatro napoletano, nel 2012 dirige La Bohéme a Vigliena, un adattamento site-specific da La Bohéme, Napoli Est Side Stories (nel 2013) e La Bohéme di Giacomo Puccini (in tre diversi allestimenti: 2015, 2016, 2019). 
Nel novembre 2010, per il sessantesimo anniversario di Radio3-Rai ha curato la regia dei radiodrammi Spazio Lumière di Nicola Lagioia e Custodi alla memoria di Carlo D'Amicis. Nel giugno dello stesso anno ha diretto il laboratorio e lo spettacolo Occhi Gettati su testi di Enzo Moscato, per la Masterclass della Civica Scuola Paolo Grassi di Milano al Piccolo Teatro. Per il Mercadante - Teatro Stabile di Napoli ha curato la regia di Aspettando Godot di Samuel Beckett, che va in scena con le musiche originali di Luca Iavarone, Paolo Petrella e Ciro Riccardi nel 2010, il progetto speciale Vespertelli (stagione 2009/2010) e le regie di L'Orso e Una domanda di matrimonio di Anton Čechov, con la traduzione di Fausto Malcovati (stagione 2005/2006; premio Girulà per la regia) e Requiescat da R.I.P. di Jiri Pokorny per il progetto a Est (2005).
Per Teatri Uniti ha scritto e diretto Šostakovič il folle santo, sulla vita e l'opera del compositore russo Dmitrij Šostakovič (2009/2010), A causa mia - Il processo D'annunzio-Scarpetta (coproduzione Mercadante-Teatro Stabile di Napoli e Napoli Teatro Festival Italia 2008), De Ira-Viaggio all'Averno (2006), La Firma (2001) di Vaclav Havel e Chiòve da Plou en Barcelona (Llueve en Barcelona) di Pau Mirò (Premio E.T.I.-Olimpici del Teatro “miglior spettacolo d'innovazione” 2009; Premio Associazione Nazionale Critici di Teatro -“spettacolo rivelazione”2008). A Madrid, per il Centro Dramatico Nacional, ha curato la regia di Llueve en Barcelona, versione originale del testo di Pau Mirò, con un cast interamente spagnolo.
Nel novembre del 2007 mette in scena uno spettacolo dal titolo Il petrolio (che debutta all'interno dei locali del Polo petrolchimico di Gela) ambientato fra la fine degli anni cinquanta e sessanta e che parla di alcuni protagonisti dell'imprenditoria di quel periodo come Adriano Olivetti, Enrico Mattei e Domenico La Cavera. La messinscena è realizzata in collaborazione con l'Archivio storico dell'Eni per l'allestimento e la ricostruzione del contesto ambientale dell'epoca.
Nel dicembre 2017, per il Mercadante-Teatro Stabile di Napoli, in coproduzione con Teatri Uniti ha diretto Veronica Mazza e Lara Sansone in “Ragazze sole con qualche esperienza” di Enzo Moscato. Nel marzo 2019, per il Centro di Produzione del Teatro Sannazaro e Teatri Uniti, cura la regia di “Una Tragedia Reale” di Giuseppe Patroni Griffi con Andrea Renzi e Lara Sansone.
Come film-maker ricordiamo Edoardo, la vita continua (2014), documentario su Edoardo De Filippo; Come un eroe del Novecento (2001) dallo spettacolo Tartufo di Molière diretto da Toni Servillo e con il commento di Cesare Garboli; Sciabernò (2002); Chiòve (2008 – prologo Teatro Festival Italia) film dall'omonimo testo teatrale, realizzato e trasmesso - in diretta - da un appartamento/set dei Quartieri Spagnoli.

## Teatrografia
PROSA:
- IL MALLOPPO di Joe Orton, traduzione Eduardo Erba, con Marina Massironi, Gianfelice Imparato, Valerio Santoro, produzione LA PIRANDELLIANA, 2023 (regia)
- DON GIOVANNI INVOLONTARIO di Vitaliano Brancati, con Fabrizio Falco, Antonio Alveario, Simona Malato, produzione Teatro Biondo Palermo, 2022 (regia)
- TOLEDO D'ITALIA, performance itinerante multidisciplinare per le sale di GALLERIE D'ITALIA, sede storica Banco di Napoli/Banca Intesa San Paolo, produzione Gallerie d'Italia, Napoli/Casa del Contemporaneo, 2022(regia)
- PPP 3% su testi di Igor Esposito, Domenico Ingenito e Porno-Teo-Kolossal di Pier Paolo Pasolini, con Anna Bonaiuto, in video Tomas Arana, produzione Casa del Contemporaneo (regia e spazio scenico)
- CONTRACTIONS/CONTRAZIONI di Mike Bartlett, con Valentina Acca e Federica Sandrini, produzione Teatro Sannazaro-Campania Teatro Festival '22
- LA DONNA E' MOBILE di Vincenzo Scarpetta, commedia parodia musicale, produzione Trianon Viviani (regia e spazio scenico), maggio 2022
- TITINA LA MAGNIFICA di Domenico Ingenito e Francesco Saponaro, con Antonella Stefanucci e Edoardo Sorgente, produzione Trianon Viviani (regia e spazio scenico), maggio 2022
- PANDEMICO VAUDEVILLE/LA FIDANZATA, due atti unici liberamente ispirati ai racconti di Anton Čechov, uno spettacolo scritto e interpretato dagli allievi della Bellini Teatro Factory, diretti da Francesco Saponaro
- LA NOTTE, di Igor Esposito, con Lara Sansone e Vincenzo Nemolato, produzione Teatro Sannazaro-Centro di produzione – Napoli Teatro Festival, 2020 (regia e scene)

- AFTER THE END, di Dennis Kelly, con Eduardo Scarpetta e Denise Capezza, produzione Teatro Sannazaro-Centro di produzione, 2020 (regia e scene)

- IL TEMPO E' VELENO, di Tony Laudadio, con Teresa Saponangelo, Andrea Renzi e Tony Laudadio, produzione Teatri Uniti – Napoli Teatro Festival, 2019 (regia e scene)

- UNA TRAGEDIA REALE, di Giuseppe Patroni Griffi, produzione Teatro Sannazaro-Centro di Produzione e Teatri Uniti, 2019 (regia e scene)

- RAGAZZE SOLE CON QUALCHE ESPERIENZA di Enzo Moscato, con Lara Sansone, Veronica Mazza, Salvatore Striano e Carmine Paternoster, una coproduzione Mercadante-Teatro Stabile di Napoli e Teatri Uniti, 2017/18 (regia e scene)

- RACCONTO D'INVERNO, adattamento di Pau Mirò e Enrico Ianniello da Shakespeare, progetto GLOBEALSHAKESPEARE, produzione Teatro Bellini Napoli/Napoli Teatro Festival 2017 (regia)

- CALDERÓN di Pier Paolo Pasolini, con Andrea Renzi e la partecipazione filmata di Anna Bonaiuto, produzione Teatri Uniti in collaborazione con Università della Calabria, Piccolo Teatro di Milano/Teatro Studio Melato, 2016 (regia)

- IN MEMORIA DI UNA SIGNORA AMICA di Giuseppe Patroni Griffi, con Mascia Musy, Fulvia Carotenuto, Tonino Taiuti, produzione del Mercadante-Teatro Stabile di Napoli, apertura stagione 2015/16 (regia)

- PORNO TEO KOLOSSAL lettura scenica con Anna Bonaiuto a partire dall'omonima sceneggiatura di Pier Paolo Pasolini, produzione Teatri Uniti, 2014 (regia e spazio scenico)

- DOLORE SOTTO CHIAVE/PERICOLOSAMENTE due atti unici di Eduardo De Filippo, con Tony Laudadio, Luciano Saltarelli, Giampiero Schiano, prod. Teatri Uniti, NapoliTeatroFestivalItalia in collaborazione con Unical/Università della Calabria, 2014/2017, tournée in Italia e all'estero: Barcellona, Parigi. (regia)

- OCCHI GETTATI su testi di Enzo Moscato, prod. Teatri Uniti in collaborazione con Ex-Asilo Filangieri/La Balena per Sistema Irpinia Cultura Contemporanea, 2014 (spazio scenico, ideazione e regia)

- GUAPPO E ALTRI ANIMALI di Raffaele La Capria, con Giovanni Ludeno, progetto L'Armonia Perduta, prod. Mercadante-Teatro Stabile di Napoli, 2014 (regia e spazio scenico)

- NAPOLI EST SIDE STORIES laboratorio-spettacolo dai testi di Massimiliano Virgilio e Maurizio Braucci, Laboratori Artistici di Vigliena (San Giovanni a Teduccio), produzione del Teatro di San Carlo-Napoli, 2013 (regia)

- INTERNO 3 (Dimensione affettiva di King Kong di Massimiliano Virgilio, A lunar woman di Antonella Anedda, Ritratto di coniugi con Festa di Igor Esposito) con Nicoletta Braschi, Enrico Ianniello, Tony Laudadio, prod. O.T.C. - Mi.B.A.C. - Le Vie dei Festival 2012 (regia)

- YO, EL HEREDERO (Io, l’erede) di Eduardo De Filippo con Ernesto Alterio, Concha Cuetos, José Manuel Seda prod. Andrea D’Odorico, Teatro Maria Guerrero, apertura stagione del Centro Dramatico Nacional, Madrid-Spagna, 2011/12 (regia)

- LA TANA da Franz Kafka, drammaturgia Gianni Garrera, con Mascia Musy, NapoliTeatroFestivalItalia, Catacomba di San Gennaro, luglio 2011. (regia e adattamento)

- OCCHI GETTATI su testi di Enzo Moscato per la Masterclass della Civica Scuola Paolo Grassi al Piccolo Teatro di Milano, giugno 2010. (seminario di formazione e regia)

- ASPETTANDO GODOT di Samuel Beckett, con Elia Schilton, Fabio Bussotti, Peppino Mazzotta e Giovanni Ludeno, prod. Mercadante-Teatro Stabile di Napoli, aprile 2010

- ŠOSTAKOVIČ, IL FOLLE SANTO di Antonio Ianniello e Francesco Saponaro, sulla vita e l’opera del compositore russo Dmitrij Šostakovič prod. Teatri Uniti, settembre 2009. (regia e drammaturgia)

- LLUEVE EN BARCELONA di Pau Mirò, con Maria Valverde, Toni Cantò e Victor Clavijo, prodotto dal Centro Dramàtico Nacional, Madrid-Spagna, 2009. (regia e scene)

- DELITTO DI PARODIA, IL PROCESSO D’ANNUNZIO-SCARPETTA, prodotto da NapoliTeatroFestivalItalia, Mercadante-Teatro Stabile di Napoli e Teatri Uniti, 2009. Inaugurazione del Teatro San Ferdinando nella prima stagione del Teatro Stabile di Napoli. (regia e drammaturgia)

- 'A CAUSA MIA, prodotto da NapoliTeatroFestivalItalia, Mercadante-Teatro Stabile di Napoli e Teatri Uniti, 2009. Spettacolo site specific nei saloni di Castel Capuano. (regia e drammaturgia)

- CHIÒVE di Pau Mirò, traduzione di Enrico Ianniello, con Chiara Baffi, Enrico Ianniello, Giovanni Ludeno, produzione Teatri Uniti, 2008. (regia e scene)

- IL PETROLIO! ENERGIA, SICILIA per il progetto Storie Interrotte, produzione Nuovo Teatro per Assemblea Regionale Sicilia, 2007

- GIALLO NAPOLI di Luciano Saltarelli, produzione Nuovo Teatro Nuovo (2007)

- DE IRA-VIAGGIO ALL’AVERNO, prod. Teatri Uniti e Laila, drammaturgia di Igor Esposito e Francesco Saponaro, con Licia Maglietta, Peppino Mazzotta e la voce recitante di Toni Servillo (2006). (regia e spazio scenico)

- WILD EAST di April De Angelis per la rassegna Trend a cura di Rodolfo Di Giammarco (2006). (regia e scene)

- L’ORSO E UNA DOMANDA DI MATRIMONIO di Anton Čechov, traduzione di Fausto Malcovati, prodotto dal Mercadante-Teatro Stabile di Napoli (2006). (regia)

- REQUIESCAT da R.I.P. di Jiri Pokorny per il progetto a Est a cura di Roberta Carlotto prodotto dal Mercadante-Teatro Stabile di Napoli (2005). (regia e drammaturgia)

- LA FIRMA di Vàclav Havel, prodotto da Teatri Uniti (2001). (regia)

- IL DECIMO ANNO da Troiane di Euripide e Agamennone di Eschilo, co-regia con Andrea De Rosa, coproduzione Rossotiziano/Teatri Uniti, Orestiadi di Gibellina (2000). (regia e spazio scenico)

- RITTER, DENE, VOSS di Thomas Bernhard, prod. Vesuvioteatro (1999). (regia e spazio scenico)

Per Rossotiziano ha scritto e diretto numerosi lavori tra cui la trilogia sulla vita e l’opera dello scultore Pino Pascali:
- ALÉ ALÉ CITA in occasione della mostra antologica sull’artista curata da Achille Bonito Oliva, Livia Velani e Angela Tecce negli ambulacri di Castel Sant’Elmo di Napoli (2004)
- 32MQ DI MARE CIRCA - un autoritratto di Pino Pascali (2002)
- ARPA MUTA MELOPEA PER PINO PASCALI (1997 – 2001)

e gli spettacoli:
- L’IMBECILLE da Pirandello per il Festival Benevento Città Spettacolo (2005). (regia e scene)
- VARIAZIONI MAJORANA, messa in scena e scrittura collettiva sulla scomparsa del fisico siciliano Ettore Majorana
- LE MURA DI ARGO da Eschilo (1999). (regia e scene)
- LA VITA SENZA V. (1997). (regia, drammaturgia e spazio scenico)

OPERA:
- LA BOHÈME di Giacomo Puccini, direttore Alessandro Palumbo, produzione del Teatro di San Carlo di Napoli, nuovo allestimento del Massimo napoletano, 2019

- LE VILLI di Giacomo Puccini / EHI GIO' di Vittorio Montalti, direttore Marco Angius, inaugurazione stagione lirica 2018/19 del Maggio Musicale Fiorentino (regia e scene)

- CARMEN di Georges Bizet, direttore Guillame Tourniaire, prod. Fondazione Teatro delle Muse, 2017 (regia e scene)

- LA BOHÈME di Giacomo Puccini, direttore Valerio Galli, produzione del Teatro di San Carlo di Napoli, secondo titolo della stagione lirica del Massimo napoletano, 2016

- IL MEDICO DEI PAZZI di Giorgio Battistelli, dall'omonima commedia di E. Scarpetta, direttore Francesco Lanzillotta, produzione Fondazione Teatro La Fenice di Venezia, ottobre 2016 (regia e scene)

- LA BOHÈME di Giacomo Puccini, direttore Stefano Ranzani, con Gianluca Terranova e Erika Grimaldi, produzione del Teatro di San Carlo di Napoli-San Carlo Opera Festival, 2015

- LA BOHÈME A VIGLIENA da La Bohème di Giacomo Puccini, adattamento e regia Francesco Saponaro, maestro concertatore Celìne Berenguer, Laboratori Artistici di Vigliena (San Giovanni a Teduccio), produzione del Teatro di San Carlo di Napoli, 2012

- IL SEGRETO DI SUSANNA di Ermanno Wolf-Ferrari, direttore Giovanni Di Stefano, produzione Teatro di San Carlo-Napoli, maggio 2011

- MANON LESCAUT di Giacomo Puccini, direttore Giordano Bellincampi/Marcello Mottadelli, prod. Den Jyske Opera-Opera Nazionale di Danimarca, ottobre 2010

## Filmografia
- Il Lucernario un videodrama di Francesco Saponaro a partire dai testi di Alberto Bile e Fabio Pisano, produzione Coop. Sociale ME TI, Bando Siae-Per Chi Crea, 2021
- Eduardo e i burattini scritto e diretto da Francesco Saponaro, con Bruno Leone e le voci di Angela Pagano, Luca De Filippo, Gianfelice Imparato e Tony Laudadio, musiche Nicola Piovani, produzione Fondazione Eduardo De Filippo, 2015
- Eduardo, la vita che continua di Francesco Saponaro, Antonella Ottai e Paola Quarenghi, prod. Rai-Cinema e Digital Studio con il Patrocinio della Fondazione Eduardo De Filippo, 2014
- Il canto del Bosforo di Franco Marcoaldi e Franco Scaglia, produzione Rai-Cinema e Digital Studio, 2013
- La luce dei crociati di Di Consoli, Giammusso, La Porta, produzione Rai-Cinema e Digital Studio, 2012
- Chiòve, film girato e trasmesso in tempo reale da un appartamento/set dei Quartieri Spagnoli di Napoli, produzione Teatri Uniti in collaborazione con Institut Ramon Llull, Obrador/sala Beckett, Dogma Televisivo, Nessuno Tv e DAMS-Università della Calabria/ArtiMeridianeLab, 2008

- Come un eroe del novecento, video-doc dello spettacolo Tartufo di Molière nella messa in scena di Toni Servillo, commento di Cesare Garboli, prod.Teatri Uniti (betacam/sp 29’)
- L’opera dei tacchi video-doc, prod. Rossotiziano/Comune di Napoli
- Sciabernò, prod. Onorevole Teatro Casertano, (betacam sp 9’)
- Appunti sul Teatro Garibaldi, video-doc prod. Onorevole Teatro Casertano
- Aiuto regista di Giancarlo Pancaldi per il documentario Napoli, Misteri Rai 2
- Aiuto regista di Giancarlo Pancaldi per il documentario Un lavoro di fortuna, Geo&Geo Rai 3

## Formazione e pedagogia teatrale
Docente di recitazione e regia per Bellini Teatro Factory - Napoli
Coordinamento artistico-scientifico del Master di I e II livello Teatro, pedagogia e didattica. Metodi, tecniche e pratiche delle arti sceniche per L'Università degli Studi Suor Orsola Benincasa dal Napoli, 2018 - 2019
Occhi Gettati su testi di Enzo Moscato, residenza artistica in collaborazione con il collettivo La Balena-Ex Asilo Filangieri, Napoli, dicembre 2013 – maggio 2014
Ojos Arrancados (Occhi Gettati) su testi di Enzo Moscato, seminario organizzato dalla Fundación Aisge nella sede della Scuola Superiore di Arte drammatica di Siviglia (Spagna), febbraio 2013
Occhi Gettati su testi di Enzo Moscato, seminario e regia per il III anno di recitazione della Civica Scuola d’Arte drammatica Paolo Grassi di Milano – progetto Masterclass Piccolo Teatro di Milano (2010)
Vespertelli, ideazione e coordinamento artistico del progetto speciale del Mercadante-Teatro Stabile di Napoli per il Teatro San Ferdinando (2009) dalla trilogia russa Le nozze di Krečinskij, L’affare giudiziario e la morte di Tarelkin di Aleksandr Suchovo-Kobylin.
A lo Re de li viente, seminario sul barocco napoletano per la Civica Scuola d’Arte drammatica Paolo Grassi di Milano (2009)
Officina Carosello, laboratorio-spettacolo sulla pubblicità in Italia negli anni del boom economico per i cinquant’anni della storica trasmissione televisiva Carosello, Sala Assoli, Teatro Nuovo di Napoli (2007)
Pino Pascali, seminario sulla vita e l’opera dell’artista, in collaborazione con le cattedre di Regia, Mass media e Design l’Accademia di Belle Arti di Napoli (2000)
I bambini al potere, laboratorio e performance per Festival Benevento Città Spettacolo
L’opera dei tacchi, laboratorio permanente di Rossotiziano – per “I Teatri di Napoli”

## Premi e riconoscimenti
- Premio Miradois per il Teatro
- Premio Talentum premio delle eccellenze
- Premio E.T.I. – Olimpici del Teatro 2009 ‘miglior spettacolo di innovazione’ per Chiòve
- Premio Associazione Italiana Critici di Teatro 2008 ‘miglior spettacolo di innovazione’ per Chiòve
- Premio Girulà 2006 ‘miglior regia’ per L’Orso e Una domanda di Matrimonio
- Menzione speciale della giura Premio E.T.I. – Scenario 1997 per Arpa Muta, progetto Pino Pascali